# Beltrán
Beltrán – miasto w Kolumbii, w departamencie Cundinamarca.